# 葛井寺
葛井寺（ふじいでら）は、大阪府藤井寺市藤井寺にある真言宗御室派の寺院。山号は紫雲山。本尊は日本最古という十一面千手観世音菩薩（千手観音）。聖武天皇の勅願寺で神亀2年（725年）に創建され、開山は行基と伝えられる。西国三十三所第五番札所。
本尊真言：おん ばざら だらま きりく そわか
ご詠歌：参るより頼みをかくる葛井寺 花のうてなに紫の雲

## 歴史
寺伝によると行基が創建して聖武天皇より古子山葛井寺（紫雲山金剛琳寺）の勅号を得たとされている。近世の地誌類や再興勧進帳でも以上の寺伝を踏襲しているが、そもそもは葛井連の氏寺であったとされている。
葛井連の前身である白猪氏は百済辰孫王の後裔である王辰爾の甥である胆津を祖としており、『日本書紀』によれば、吉備国の白猪屯倉の田部の丁を定めた功績により白猪氏の姓を賜ったとされている。奈良時代の養老4年（720年）に白猪氏は葛井連（藤井連）（ふじいのむらじ）に改姓しており、葛井寺は一族の葛井連広成によって創建されたとされている。また、葛井一族からは大安寺僧である慶俊が出ている。
大同元年（807年）に葛井氏の出身である藤子（葛井連道依娘）と平城天皇の間に生まれた皇子である阿保親王によって再建された。また阿保親王の皇子である在原業平が奥の院を造営した。中世以前の沿革については史料が乏しく、必ずしも明確でないが、本尊千手観音坐像は奈良時代の作品であり、境内から奈良時代の古瓦が出土することなどから、創建が奈良時代・8世紀頃にさかのぼることは間違いない。
発掘調査によって7世紀中葉の西琳寺式軒丸瓦や7世紀後半の善正寺式軒丸瓦が出土しており、7世紀後半には建立されたことが判明している。なお、8世紀前半の大安寺式軒瓦や難波宮式軒瓦（重圏紋軒丸瓦・重郭紋軒平瓦）が多数出土しており、この頃伽藍の整備がなされたと考えられる。
永長元年（1096年）には大和国賀留の里の住人・藤井安基が、荒廃した伽藍を修理したと伝える。
境内出土の瓦の1つに久安3年（1147年）の銘があり、その頃に造営事業が行われたことが推定される。平安時代後期から観音霊場として知られるようになり、西国三十三所観音霊場が成立すると、その一つに数えられるようになった。南北朝時代には楠木正成が陣をしいたことがあるなど、たびたび兵火にさらされた。
室町時代には興福寺の末寺として栄え、伽藍は東西2つの三重塔をもつ薬師寺式伽藍配置であったが、明応2年（1493年）に起きた畠山氏の内紛に端を発した兵火によって楼門、中門、三重塔、鎮守社、奥の院を焼失し、本堂と堂塔を残すのみとなった。また、永正7年（1510年）の地震で堂塔を失い、現存する建物は近世以降の再建である。
重要文化財の四脚門は、慶長6年（1601年）豊臣秀頼により南大門として建てられたものである。

## 乾漆千手観音坐像
国宝。乾漆千手観音坐像（十一面千手千眼観世音菩薩像）。神亀2年（725年）、聖武天皇が42歳のときに自身の厄除けを祈願して稽文會と稽主勲に造らせ、行基によって開眼法要が営まれたと伝えられる。日本最古の千手観音像にして大阪府唯一の天平仏で、文字通り千本の手を持つ数少ない「真数（しんすう）千手」である。胸前で合掌する2本の手を含め合計1041本の大小の脇手が円形に展開しており、千本以上の手を持つ千手観音像は本像しか確認されていない。天平彫刻の最高傑作のひとつとされる。鎌倉期には六角宝殿内に安置されていたという。八稜形框上に宝瓶を据えた五重蓮華座上に坐し、像高（髻頂部まで）は130.2センチメートル（頂上仏面を含めた像高は144.2センチメートル）。1938年（昭和13年）国宝指定。
合掌する本手を含む本体は大陸から伝来した脱活乾漆法（麻布を漆で貼り重ねて像の形をつくる）で造られ、これに木心乾漆の大小手（脇手）を組み合わせた構造で、X線透視による内部調査では天平前期乾漆像の特徴を示している。
脇手は持物をもつ大手38本、小手1001本（右500本、左501本）で、造像当初にはすべての脇手に墨描で眼が表されていたと考えられており、現在も一部の墨描が残存している。合掌手を除く大小の脇手は、像の背後に立てた2本の支柱に打ち付けられており本体とは離れているが、正面から見ると像本体から千手が生えているように見える。
脇手の一部、頭上面の一部、持物のすべて、台座蓮弁の大部分などを後補とする。彫像の千手観音像は40本（合掌手2本を合わせて42本）の手で「千手」を代表させるものが多いが、本像のように実際に千本の手を表現する千手観音像は少ない（本像のほかには唐招提寺金堂像などがある）。図像的には、宝鉢手を表さず、大手を通例の42本ではなく40本に表す点が珍しい。
『千手千眼陀羅尼経』が将来された天平年間（729年 - 749年）には、天平12年（740年）8月に藤原広嗣の乱が起こり、同年9月15日には勅願により国ごとの観世音像の造像と観世音経の写経が行われている。この際の観音像の像容は本像と一致することから、葛井寺像は藤原広嗣の乱鎮圧を祈念して造立されたものであるとする説もある。
2018年（平成30年）には東京国立博物館で「仁和寺と御室派のみほとけ」展のために江戸時代以来の出開帳が行われた。

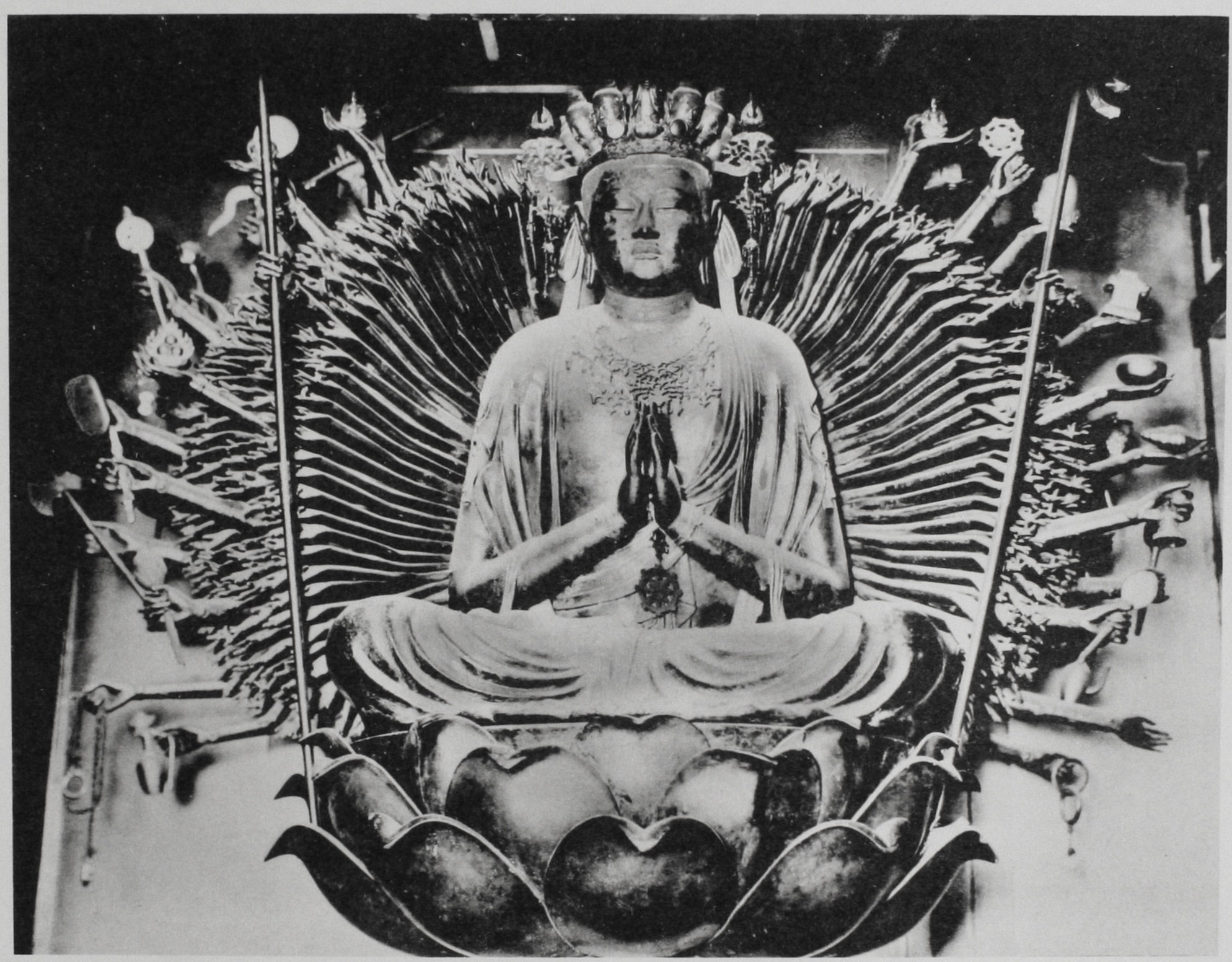
乾漆千手観音坐像

## 境内
- 本堂 - 宝暦3年（1753年）上棟の棟札があり、竣工は安永5年（1776年）である[6]。
- 護摩堂
- 宝蔵
- 弘法大師手掘井戸
- 弁天社
- 西門（重要文化財） - 慶長6年（1601年）豊臣秀頼により南大門として再建。後に現在地に移築される。四脚門。切妻造、本瓦葺。
- 本坊
- 鐘楼
- 東門
- 旗掛の松（三鈷の松） - 楠木正成、正行、正時、正儀父子ゆかりの松。
- 大師堂
- 弘法大師修行像
- 弁天社
- 弁天池
- 烏枢沙摩閣（お手洗い）
- 阿弥陀堂（二十五菩薩堂）
- 西国三十三所石仏群
- 南大門（楼門） - 寛政8年（1796年）の上棟、寛政12年（1800年）の建立。入母屋造の楼門（2階建て門）である。

阿弥陀堂と出世地蔵（手前）
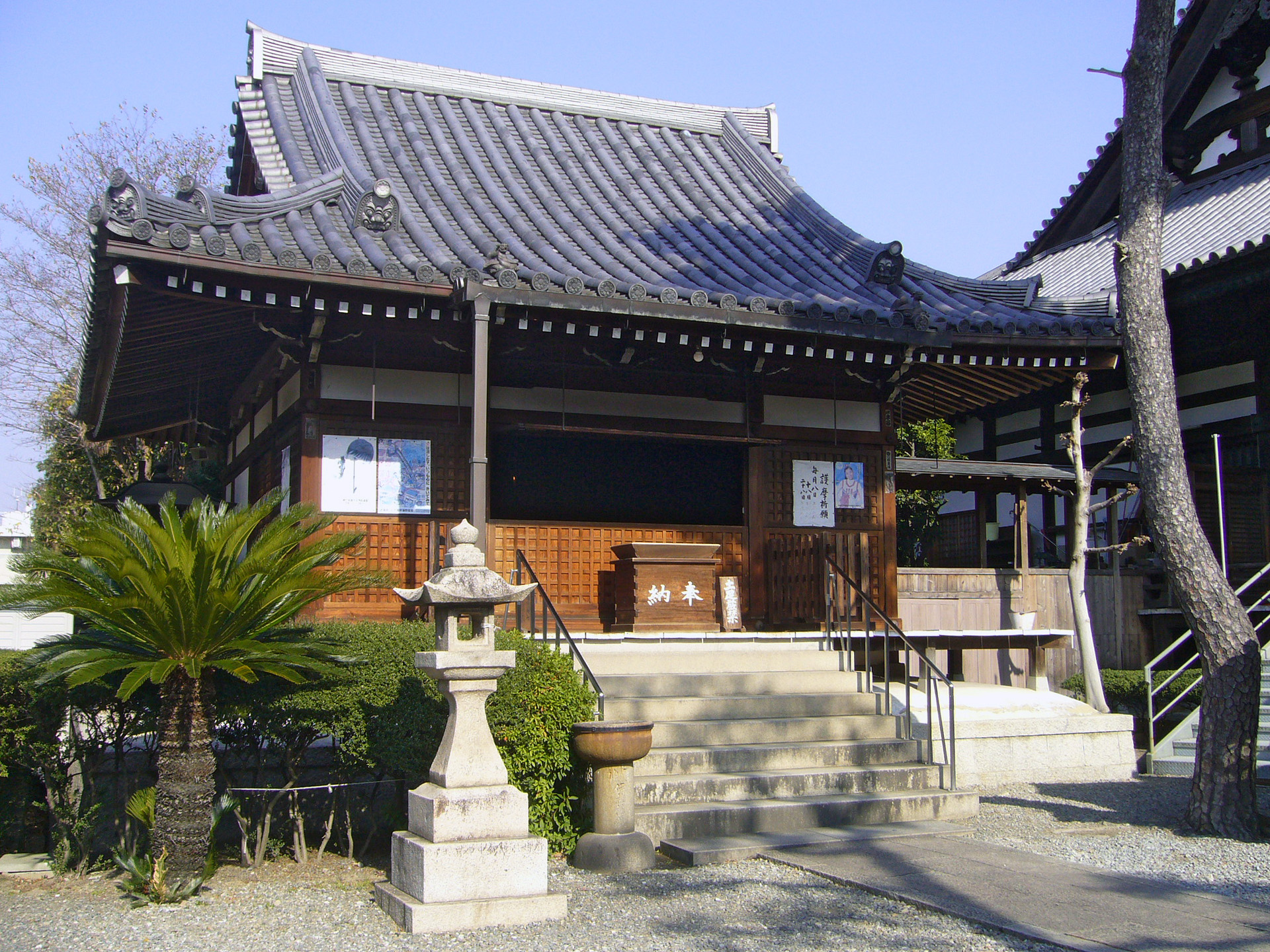
護摩堂
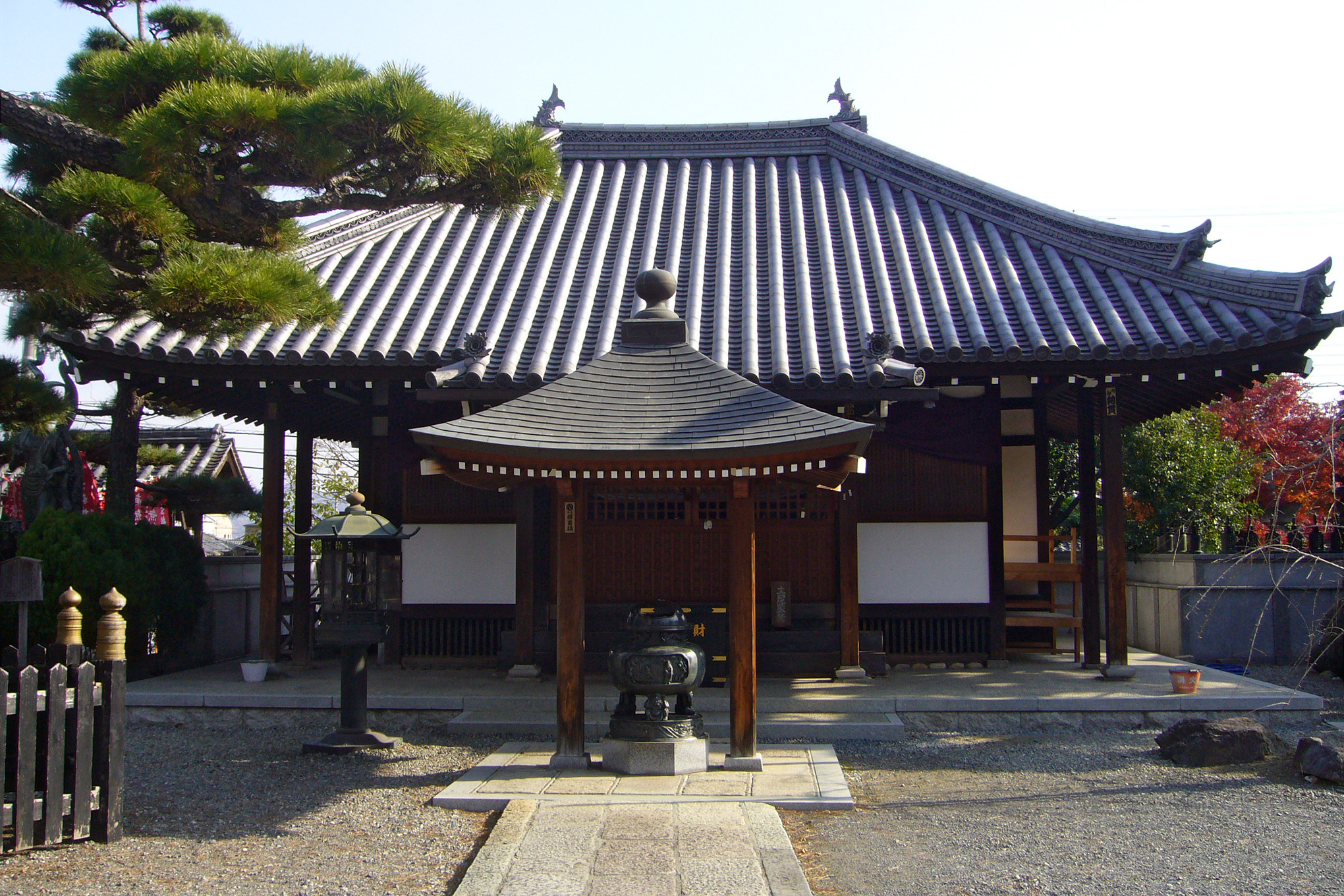
大師堂
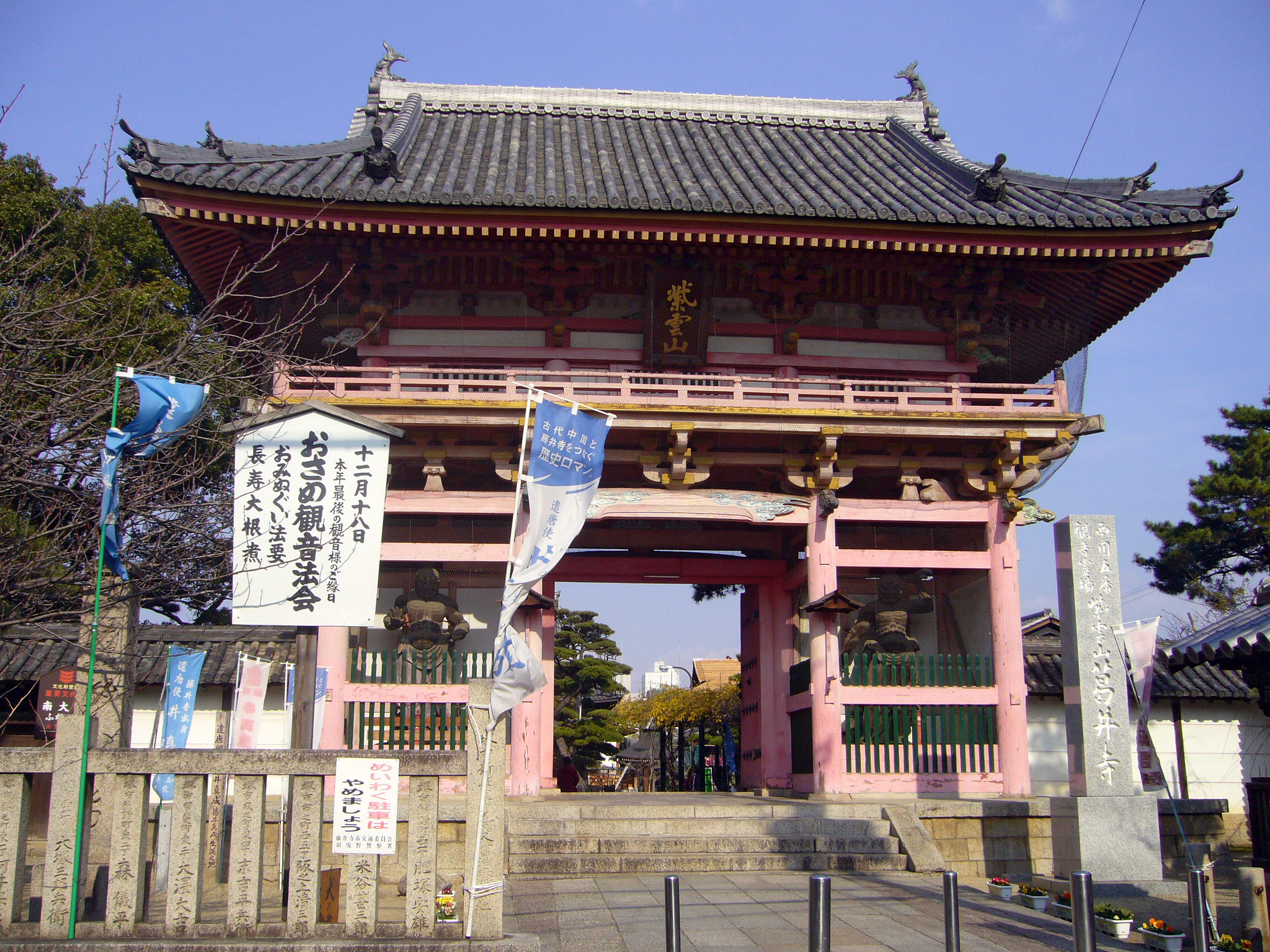
南大門
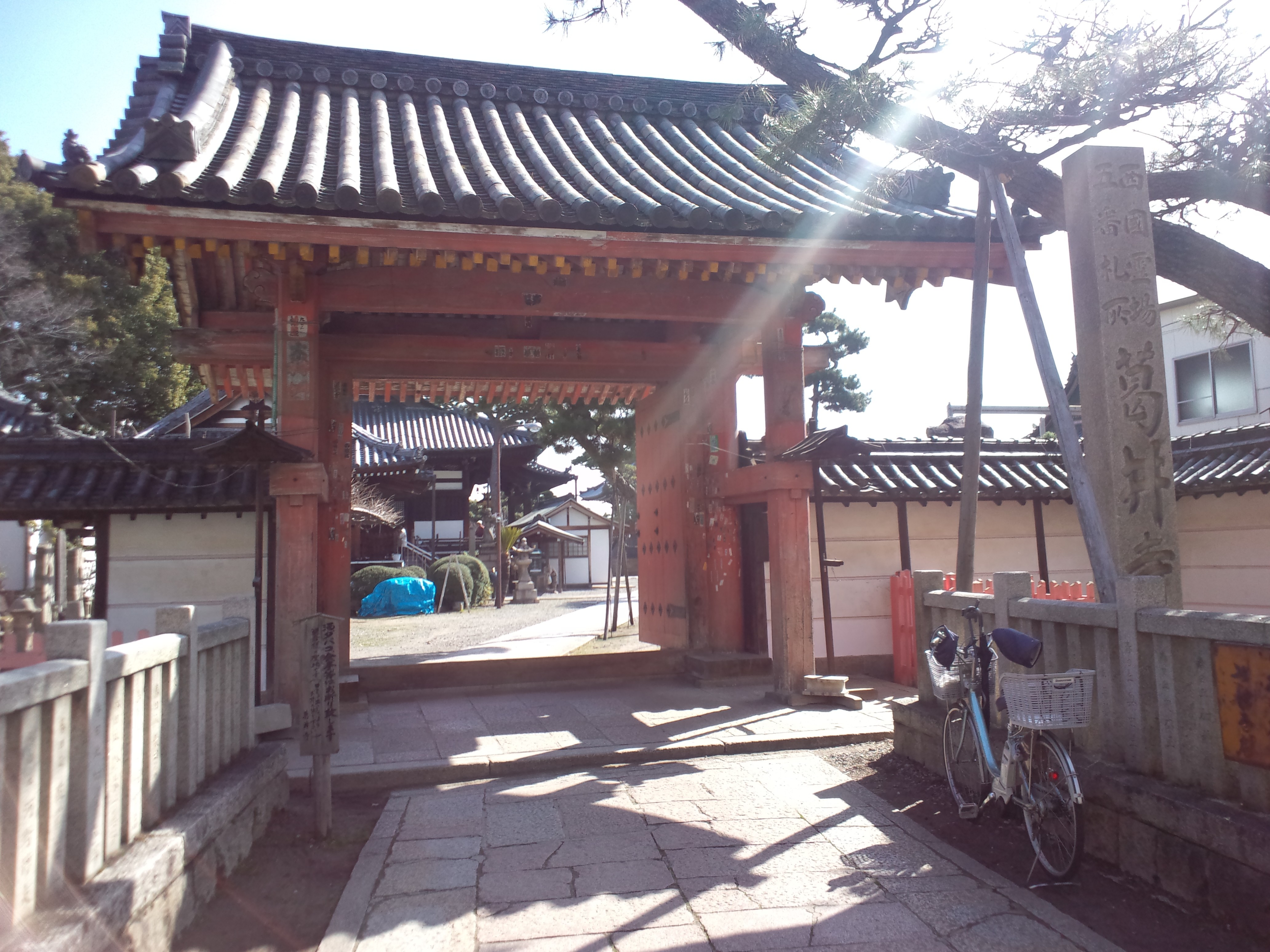
四脚門

## 文化財

### 国宝
- 乾漆千手観音坐像 - 解説は既述。

### 重要文化財
- 四脚門（西門）

### 大阪府指定有形文化財
- 石灯籠 - 1970年（昭和45年）2月20日指定。
  - 本堂裏の庭園にある石灯籠であり、高さ230 cmで上から宝珠、笠、火袋、中台、竿、基礎から構成されており、笠に一部欠損があるもののほぼ完全な形で保存されている[7]。銘は無いものの製作時期は鎌倉時代と考えられる[7]。
- 金銅宝塔 - 1983年（昭和58年）5月2日指定。
  - 高さ45 cmの小塔であり、舎利信仰を背景に製作されたものである[7]。時代は鎌倉時代を下らないとされる[7]。

### 藤井寺市指定有形文化財
- 木造聖観音菩薩立像 - 2006年（平成18年）3月9日指定。
  - 本尊の左に安置されている欅の一木造の観音菩薩像であり、作者や来歴は不詳ながら平安時代の貴重な木像とされている[8]。
- 木造地蔵菩薩立像 - 2006年（平成18年）3月9日指定。
  - 本尊の右に安置されている松の一木造の地蔵菩薩像であり、作者や来歴は不詳ながら平安時代の貴重な木像とされている[9]。

## 行事
- 千日まいり - 8月9日の千日会式の日の参詣をいう。この日に参詣すると四万六千日の功徳が得られるとされ、多数の参詣者が訪れる。また、本尊の千手観音像が特別に開帳される。
- 観音会 - 毎月18日。千手観音像が開帳される。とくに1月18日は初観音会と称する。

## 前後の札所
西国三十三所
4 施福寺 - 5 葛井寺 - 6 壺阪寺（南法華寺）
河内西国三十三所
特別客番 大念佛寺 - 特別客番 葛井寺 - 特別客番 高貴寺
河内飛鳥古寺霊場
3 大聖勝軍寺 - 4 葛井寺 - 5 道明寺
神仏霊場巡拝の道
58 道明寺天満宮 - 59 葛井寺 - 60 枚岡神社

## 所在地
- 大阪府藤井寺市藤井寺1丁目16-21

## アクセス
- 近鉄南大阪線 藤井寺駅より徒歩約5分。
- 西名阪道藤井寺ICから府道12号を西へ0.3キロメートル、小山交差点左折して600メートルのNTT南まで。

## 周辺情報
- 道明寺
- 道明寺天満宮
- 辛国神社
- 古市古墳群 - 世界文化遺産
- 岡ミサンザイ古墳 - 仲哀天皇陵に治定されている。
- アイセルシュラホール